# Planeta hiceano
Um planeta hiceano, ou mundo hiceano, ("hiceano" é uma junção das palavras "hidrogênio" e "oceano") é um tipo hipotético de exoplaneta que apresenta um oceano de água líquida sob uma atmosfera rica em hidrogênio, que, possivelmente é capaz de sustentar vida.

## Propriedades
Planetas hiceanos podem ser consideravelmente maiores do que as estimativas anteriores para planetas habitáveis, com raios atingindo 2,6 R🜨 (2,3 R🜨) e massas de 10 ME (5 ME). Além disso, a zona habitável de tais planetas pode ser consideravelmente maior do que a de planetas semelhantes à Terra. A temperatura de equilíbrio planetário pode atingir 430 K (157 °C; 314 °F) para planetas orbitando anãs M tardias. No entanto, massa e raio não informam por si só a composição de um planeta, visto que corpos com massa e raio idênticos podem ter composições distintas: um determinado planeta pode, portanto, ser um planeta hiceano ou uma superterra.
Tais planetas podem ter muitas composições atmosféricas e estruturas internas distintas. Também são possíveis planetas "hiceanos escuros" bloqueados por maré (habitáveis apenas no lado da noite permanente) ou planetas "hiceanos frios" (com irradiação insignificante, sendo mantidos aquecidos pelo efeito estufa). Mundos hiceanos escuros podem se formar quando a atmosfera não transporta calor efetivamente do lado diurno permanente para o lado noturno permanente, assim, o lado noturno tem temperaturas temperadas enquanto o lado diurno é muito quente para a vida. Planetas hiceanos frios podem existir mesmo na ausência de estrelas, por exemplo, planetas errantes.